# Yue Minjun
Dans ce nom chinois, le nom de famille, Yue, précède le nom personnel.
 (février 2017).
Si vous disposez d'ouvrages ou d'articles de référence ou si vous connaissez des sites web de qualité traitant du thème abordé ici, merci de compléter l'article en donnant les références utiles à sa vérifiabilité et en les liant à la section « Notes et références ».
Yue Minjun (岳敏君 en chinois), né en 1962 dans la province de Heilongjiang en Chine, est un artiste chinois contemporain peintre et sculpteur, vivant à Beijing, en Chine, connu par ses toiles le dépeignant riant aux éclats dans diverses mises en scène.

## Biographie
La famille Yue a toujours travaillé dans l'industrie du pétrole. Quand Minjun a six ans, sa famille déménage à Jianghan puis à Pékin alors qu'il en a dix. Après le lycée, il se rend à Tianjin puis à l'université du Hebei où il étudie la peinture entre 1985 et 1989.
Dans les années 1980, il commence à peindre les portraits de ses collègues ou encore l'océan après avoir été embauché sur une installation pétrolière en haute mer. En 1989, il est particulièrement inspiré par une peinture de Geng Jianyi exposée à un salon d'art à Pékin, la toile révélant le propre visage riant du peintre. En 1990, il s'installe à Hongmiao dans le quartier Chaoyang de Pékin, où vit une communauté d'artistes chinois. Durant cette période, il réalise des portraits de ses compagnons de bohème. 
Au fil des ans, le style de Yue Minjun s'est rapidement développé, celui-ci remettant souvent en question les conventions sociales et culturelles en décrivant des objets et même des questions politiques d'une manière radicale et abstraite. Il a également changé son orientation par rapport aux aspects techniques de la « notion de création pure ». Ses autoportraits ont été décrits par le théoricien Li Xianting comme « une réaction auto-ironique au vide spirituel et à la folie de la Chine moderne. » Les critiques d'art associent souvent Yue Minjun au mouvement artistique du « réalisme cynique » dans l'art contemporain chinois. Pourtant, il refuse ce label tout en... « ne se sentant pas concerné par ce que les gens disent de lui. »
Il réside actuellement avec une cinquantaine d'autres artistes chinois dans le village de Songzhuang.
Il est représenté par la Galerie Daniel Templon à Paris et Bruxelles.  

## Œuvre

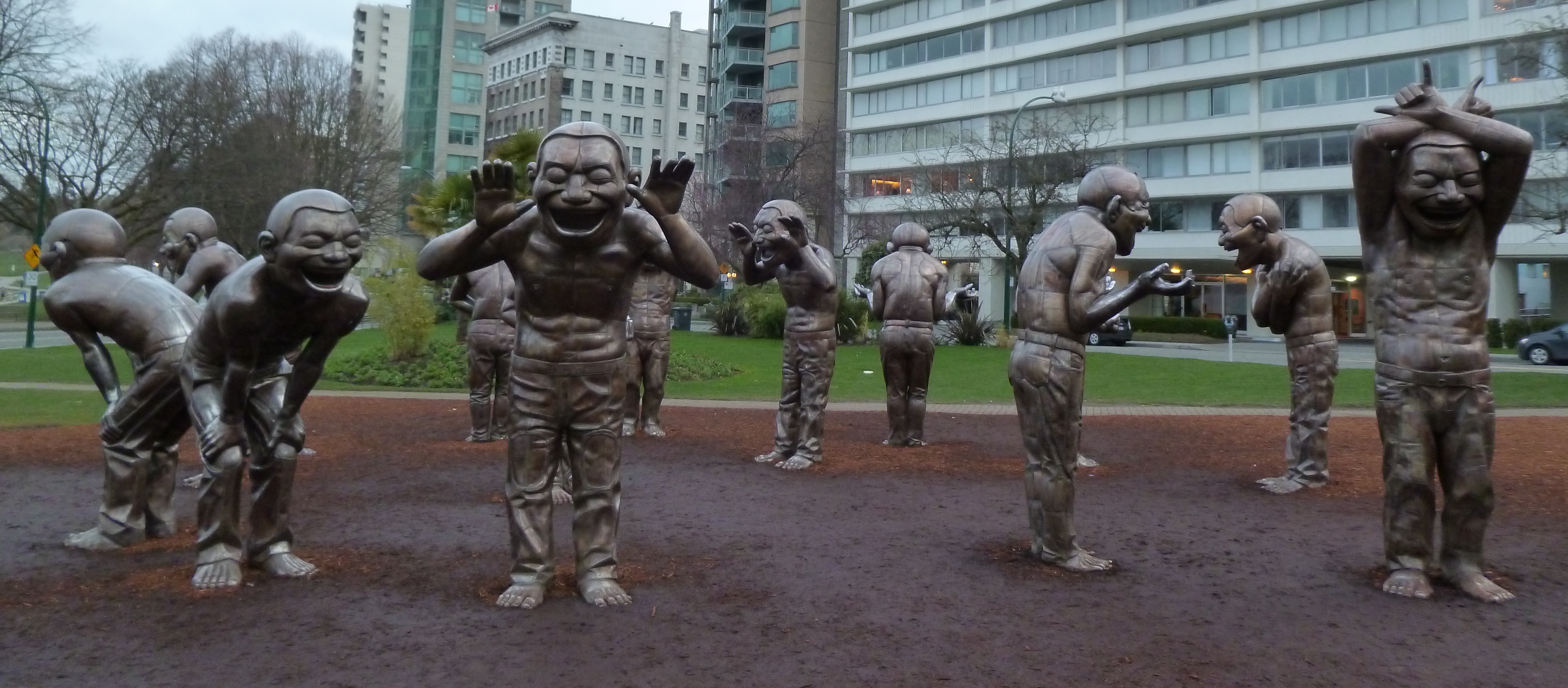
A-maze-ing Laughter par Yue Minjun à Vancouver

### Le réalisme cynique
Au début des années 2000 deux mouvements artistiques opposés se sont développés en Chine. Le premier réside avec des artistes ayant quitté la Chine qui établissent un dialogue critique entre l'art occidental et contemporain et la culture chinoise. Leurs représentants les plus connus sont Huang Yong Ping qui est aujourd'hui en France, Cai Guo-Qiang qui habite à New York et Chen Zhen qui a vécu en France. Le second courant regroupe des artistes restés en Chine qui forment le réalisme cynique et le pop-politique. Ce dernier est né simultanément à celui du réalisme cynique au début des années 1990. Adeptes du détournement des codes visuels de la propagande chinoise, ces artistes sont Wang Guangyi né en 1957, Li Shan né en 1944 et Yu Youhan né en 1943.
Le réalisme cynique se détourne de l'art avant-gardiste pour se dédier à l'expression du vécu au sein de la société. La souffrance des artistes et leur critique de la société se traduit à travers le dessin de figures joyeuses. Ces deux courants ont radicalement mis en cause la New Wave '85. Ce courant de réalisme cynique s'oppose donc moins à l'art officiel qu'à l'aspect romantique de la New Wave '85 ou art expérimental. La New Wave '85 est un courant artistique d'avant-garde entre 1985 et 1989 en Chine pour une alternative à l'art officiel et en réponse à la Révolution culturelle. Le recours à la peinture réaliste était un moyen d'affirmer la domination du cynisme dans les mentalités des artistes de l'époque. Au début des années 1990, une vaste désillusion avait affaibli toute idée que l'art ait la capacité de jouer le rôle de sauveur de la société et en minorant la portée de l'art expérimental. Selon Yue Minjun, le réalisme cynique exprime l'authenticité d'une sensation personnelle, une méthode et un langage. Il s'agissait de remettre en cause toutes les méthodes précédentes. Cette remise en question sur des pans entiers de l'expression artistique a permis un retour sur une manière d'être plus personnelle, plus authentique qui s'est aussi traduit par un repli sur soi aboutissant à une sorte de fermeture, une résistance au réel voire un refus du passé, schéma qui s'impose quand la personne n'a pas les moyens ni la force de modifier la réalité. 
De 1989 à 1991, de nombreux artistes gagnés par le désespoir se réunissaient chez le critique d'art Li Xianting. Ce journaliste d'art est renommé pour ses partis-pris en faveur de l'art d'avant-garde chinois de la fin des années 1970. Il est l'inventeur de la classification « réalisme cynique » et de « pop politique » en 1992. Fang Lijun né en 1963, Liu Wei né en 1965 et Yue Minjun forment le trio de peintres le plus emblématique du réalisme cynique. Ce courant artistique chinois est né autour du début des années 1990. Il se distingue par des œuvres figuratives axées sur la présence du corps et par une désillusion face aux mutations socio-politiques de la Chine. La forte répression menée par l'armée entre le 15 avril et le 4 juin 1989 contre les manifestants de la place Tian'anmen a déclenché cet état de désenchantement qui avait déjà été présent avec en 1987 la propagande contre la libéralisation bourgeoise à la fin de l'année 1986. Dans plusieurs grandes villes chinoises, des étudiants organisèrent des manifestations pour réclamer plus de liberté et de démocratie. Deng Xiaoping mena une répression importante pendant toute l'année 1987 associant ces manifestations à une menace de libéralisation bourgeoise. 
Les œuvres mettent mal à l'aise car les représentations des personnages sont rebutantes avec une peau bien rose, brillante, qui ressemble à celle des brûlés s'apparentant à de la chair arrachée, avec des visages ressemblant à des masques de cire, grotesques, déshumanisés. 

« Si vous regardez les œuvres que nous avons peintes à cette époque, vous comprendrez que nous préférions avant tout peindre les choses que nous ressentions, même si elles étaient laides et négatives, plutôt que des choses belles, positives, que nous ne ressentions pas. C'est pourquoi selon moi, nous sommes revenus à la peinture des choses authentiques et fiables. Alors, l'art a retrouvé toute sa force. »

 

Yue Minjun nie une peinture esthétique. Il affirme ne pas vouloir faire de belles peintures qui lui donnent la nausée. Cette beauté est inexistante selon lui. 

« Pour moi, il est primordial de peindre une forme avec laquelle je sois parfaitement à l'aise, quelque chose qui m'apaise. […] Les gens peuvent dire : « la peinture de ce type est mal fichue » mais pour moi c'est une façon d'être qui est juste. Je ne cherche pas l'élégance. Ce que je peins est très vulgaire. Je me considère comme un artiste vulgaire. Cette vulgarité est plutôt bien accueillie par le grand public car lui non plus n'aime pas les choses élégantes. Je ne fais que m'adapter à ce goût populaire. »

### Le pouvoir du rire
Le rire grotesque et sarcastique est son leitmotiv artistique, permettant une reconnaissance immédiate de son auteur. Ses visages au rire franc et massif montre une bouche démesurément ouverte par un rire laissant apercevoir les dents comme dans un alignement impeccable de touches blanches d'un piano, créant un effort visuel fort en créant une image frappante. Ce procédé peut se rapprocher de la technique du gros plan au cinéma avec l'impact coup de poing induit. Elle est employée pour laisser une marque indélébile chez le visiteur et l'inciter à réfléchir sur ce qu'il observe. Les zygomatiques sont tellement ouverts que les yeux sont fermés comme des volets. Ces visages ne regardent pas car ils n'ont rien à regarder, ils n'ont aucun intérêt pour ce qui peut arriver. Il utilise le rire pour évoquer les crispations de la société chinoise. 
Pour contourner la censure, les artistes restés en Chine après 1989 doivent se conformer aux icônes de la propagande de l'idéologie maoïste en peignant des visages arborant un optimisme forcené. C'est justement le masque de ce sourire forcé et hypocrite qui traduit l'ironie, la dérision, la douleur ou le sarcasme selon les tableaux du peintre. Le sourire constant de ces visages est une cérémonie en réponse aux autres sauf que le rire n'est pas identique pour tous. Le recours au rire a plus de force que des regards de haine au nom de l'ironie. Great Joy, (1993) présente des dizaines de clones de l'artiste au visage hilare debout, les mains derrière le dos, affichant sur ordre un bonheur commandé par le Réalisme socialiste.
Avec Sans titre, (1994), l'artiste se montre en céphalophore ravi en train de courir. 
Si l'eau bleue des piscines luxueuse de David Hockney a inspiré aussi Yue Minjun, c'est pour colorer de manière cynique la mer où se noie un chinois hilare devant un navire de touristes munis d'appareils photos qui le saluent joyeusement, (Bystander en 2011).
Yue Minjun fait sauter le verrou entre les duos rires/pleurs, Démocrite/Héraclite, comédie/tragédie. Si les larmes ne peuvent que traduire la douleur, le rire est beaucoup plus ambivalent et énigmatique. Les larmes font appel à une intériorité et invitent au partage, le rire est extériorisé et entraîne à l'exclusion. Ce rire répétitif offensif est destiné à décontenancer. Dans les premières œuvres, le rire est nuancé, différent selon les personnages, particulier. Une personnalité peut être cernée. Le rire considéré comme de la mécanique plaqué sur du vivant selon Bergson est mis en défaut par Yue Minjun. Cette insertion de la raideur mécanique dans la fluidité du mouvement n'existe pas. L'artiste fait disparaître le vivant derrière ce masque du rire qui interdit toute sensibilité. Ce rire est uniformément identique ne laissant percevoir aucune trace de personnalité. 
En effet, en utilisant les figures humaines comme « brique », et non plus comme élément central, comme la fin en soi de l’œuvre, l'humain est montré comme simple moyen pour la composition, et c’est dans cette mise en évidence d’une instrumentalisation que réside la dénonciation de la société dans laquelle il vit (et je ne parle pas forcément de la société chinoise). Prendre la figure, prendre l’humain comme moyen et non comme fin, c’est la base du totalitarisme.La tête devient le réceptacle absurde d’autre chose, et non plus le centre de tout. Ces tableaux sont l'expression de la tragédie, de la douleur, des scènes de combat en peignant dans des contextes brutaux. Étant dans l'impossibilité d'exprimer les choses directement, il est plus facile de s'exprimer en employant le rire. L'artiste exprime dans un style comique des émotions douloureuses. Face à un monde violent et dur, il oppose un rire de défi, de résistance avec un optimisme forcené. Ce désenchantement ancré ne se traduit donc pas par une expression de la souffrance par la souffrance mais bien par une gaieté sarcastique, une attitude commune aux artistes appartenant au réalisme cynique.

Le rire de Yue Minjun s'apparente au rire de Démocrite qui d'après le diagnostic d'Hippocrate est le suivant. La condamnation de la vaine agitation humaine, le sentiment de l'absurde qui en découle, est la source du fou rire de Démocrite. Mais son rire n'est pas méprisant. Il rit forcément aussi de lui. Par la puissance de son seul regard, il fait de la vie des hommes une scène comique, peuplée de pantins désarticulés agités sans relâche par une main invisible. Il est aussi un rire freudien. Sans le rire libérateur, dit Freud, l’homme ne supporterait pas le carcan, la camisole de force, les inhibitions, que suscite en permanence la société. La capacité d’humour « sauve » de cet intolérable. Son humour est aussi nietzschéen. Comme Nietzsche l'affirme dans ses Écrits posthumes, 

« L’homme souffre si profondément qu’il a dû inventer le rire. L’animal le plus malheureux et le plus mélancolique est, comme de bien entendu, le plus allègre. »

### Du trop-plein de personnages...
Si au départ, Yue Minjun dessinait essentiellement ses amis pour se moquer des autres, il s'est tourné ensuite vers l'autoportrait ajoutant ainsi sa personne à la risée des autres. On the rostrum of Tiananmen (1992) montre une Chine, pays vaste qui rétrécit l'espace de vie de ses citoyens. La scène se situe près de la porte extérieure de la Cité impériale, qui jouxte la place Tiananmen où ont eu lieu certains des massacres de 1989. Un jeune garçon un brin désinvolte, désigne du doigt le public en éclatant de rire avec d'autres personnes positionnées derrière lui. Au début des années 1990, Yue Minjun n'emploie pas forcément son autoportrait. Il a donc choisi de mettre en scène ses amis étudiants qui ont été victimes de la répression. Ce rire ravageur est sujet à plusieurs interprétations. Est-ce dans l'intention face à la férocité des événements d'opposer un rire fou ou désespéré ? Ou bien est-ce un rire envers les autorités politiques car les personnages se situent dans un lieu hautement symbolique du pouvoir ? L'identité du peintre semble ici être double à la fois comme celui qui semble se moquer ou insulter les autres et celui qui est l'objet de railleries. Un double sentiment se dégage du tableau : le premier est celui d'une prise de conscience au bout d'une période longue de rêve et le second celui de la révolte cynique contre le monde. Le peintre se gausse méchamment des autres et plus largement de l'époque dans l'intention de donner toute sa dimension au moi. Avec cette œuvre, Yue Minjun dénonce les décisions arbitraires du pouvoir en Chine. Cette puissance est acquise depuis l'Antiquité en Chine par des personnes qui possèdent le savoir car ils sont considérés comme des êtres plus intelligents. 
Ce n'est pas une attaque contre l'intellectualisme mais contre des connaissances qui ne sont pas réelles et fiables. Ce garçon désinvolte qui éclate d'un rire franc et massif se moque donc de ceux qui détiennent un pseudo-savoir et donc indirectement de ceux qui détiennent le pouvoir. La puissance du jeune réside dans son rire ravageur. 
La reproduction volontairement systématique de son visage permet une constance dans la représentation pour pouvoir transmettre beaucoup d'idées. « Tous mes tableaux sont de petites histoires qui naissent dans mon esprit. Quand j'étais petit, il fallait faire la queue pour tout. Nous portions toujours les mêmes habits et nous participions a des activités collectives. »
Dans sa reproduction effrénée en série de son personnage, Yue Minjun se distingue d'Andy Warhol même si des multiples sont aussi mis à contribution. Mais le propos est différent sur le fond. L'artiste dit qu'il aurait pu poursuivre sa chaîne humaine, les hommes accroupis les uns derrière les autres, à l'infini. Chez Andy Warhol, la reproduction à l'identique traduisait la puissance de l'argent, ou de la société de consommation. Yue Minjun met plutôt en cause la fragilité de l'espèce humaine, résumée à un amassement des corps, la confusion des individus, dont la valeur n'est que dans le rassemblement et la quantité. Yue Minjun n'est ni un agitateur ni un contestataire. Il procède à une mise en abîme des images de faits historiques. Il ne souhaite pas faire de son art une activité de propagande. L'iconographie de ces peintures soulève plus la question de l'image en tant que telle et non pas la question de la signification inhérente aux images de propagande.
Si la répétition est insupportable par la monotonie qu'elle entraîne, elle dénie aussi toute individualité et toute expérience personnelle. 
Dans Gweong Gweong (1993), de multiples hommes identiques vêtus d'un pull et d'un pantalon dessinés dans différentes dimensions, volent dans le ciel à l'horizontal avec au-dessus d'eux des avions de chasse non pour devenir des super-héros à la Superman mais pour devenir des bombes humaines. L'humanité s'est faite arme pour se mettre au service de leur pays. 
Le tableau Everybody connects to everybody (1997) montre des êtres clonés enchaînés et dépendants les uns des autres comme des tasses qui seraient encastrées les unes dans les autres. Cette œuvre montre les relations conflictuelles entre l'individuel et le collectif. Quand on est dans la collectivité, on perd son individualité. Quand nous souhaitons exister individuellement, nous affirmer personnellement, nous n'arrivons plus à exister.
Avec Sheep Herd (2001), une incroyable mêlée chinoise citoyenne-rugbystique montre une équipe de citoyens-joueurs chinois monstrueux, les têtes toujours hilares se situant à l'arrière train de chacun des citoyens-joueurs. Le corps est donc manipulé pour inventer une figure « collective » et nier l'individualité. Cette négation de l'individu est aussi dénoncé avec Memory 4 (à noter que chaque série de peintures ne comporte jamais le numéro 1, elle débute toutes par 2) en faisant immerger du cerveau aquatique du chinois des petits livres rouges fièrement brandis en hauteur par la propagande officielle. Le sourire éclatant du citoyen chinois est trompeur car il cache la violence idéologique imposée à l'individu en imposant un bonheur et une manière de penser aux citoyens chinois malgré eux. 
Les visages reflètent généralement les traits de caractère ou les expériences antérieures des personnes. Ces têtes scalpées pleines à ras bord dans lequel un Mao nage (Memory 3) ou remplies de ballon (Memory 2) ne donnent rien à penser et ne démontrent aucune ouverture d'esprit. 
Ces clônes de son visage hilare sont une diatribe à l'encontre de l'hypocrisie et l'uniformisation de la société. L'artiste peut aussi utiliser ce procédé avec une dimension intimiste pour rendre hommage à son père. Ainsi, avec Sky (1997), les modèles de l'artiste chevauchent des cygnes en adoptant des positions acrobatiques en étant toujours pliés de rire. Ce tableau est un lien avec le décès accidentel de son père. En effet, ces personnages qui chevauchent des grues se rendent au paradis de l'ouest. Le ciel devient l'expression de l'inconscient collectif. 
L'expression de la peine individuelle et collective est donc la thématique principale de l'artiste. 
Le ton de la dérision s'impose pour l'artiste qui relève l'absurdité de la vie entre la réalité de la vie et son cortège de douleurs et les aspirations individuelles d'une existence idéale. La seule solution pour endurer cet écart est d'utiliser l'arme du rire. 
Une double négation est à l'œuvre : celle de la société et de soi-même. Ces œuvres reflètent l'incompatibilité entre la société et soi-même traduisant une forme de désenchantement. Durant la Révolution culturelles, les artistes pouvaient uniquement dessiner le président Mao. L'artiste doit donc aujourd'hui avoir la possibilité de se peindre lui-même. L'artiste doit pouvoir être acteur, metteur en scène de sa propre image et dans n'importe quelle scène choisie.
Selon Yue Minyun, pour qualifier un artiste de bon, il s'agit de savoir si l'artiste a réussi à élever le pensée. Pour lui, Marcel Duchamp a compris les problématiques en lien avec les changements de son époque en faisant appel à la pensée et non à la forme des œuvres qu'il a créées.

### … à l'absence de personnages
L'artiste réinterprète aussi des œuvres classiques de l'art occidental. Il pratique le pastiche en changeant les visages renommés des personnages peints par Rembrandt, Fragonard, Ingres ou Velazquez. Il réinterprète aussi les œuvres de Manet, David et des œuvres de la culture populaire chinoise. Il s'appuie sur l'énergie de ces grandes peintures du patrimoine en utilisant leur influence sur la pensée pour appuyer ses idées. Big swans (2003) trouve sa source dans Les victimes fusillées du "Tres de mayo". Des cygnes sont ici abattus à bout portant mais à mains nues, pointées par les bonhommes tout roses et blancs. Sa célèbre peinture à l’huile de 1995 The Execution est inspirée de la peinture L’Exécution de Maximilien de Manet, en le réinterprétant avec des personnages du fou rire. The Massacre at Chios (1994) est inspiré de Scène des massacres de Scio de Delacroix. La liberté guidant le peuple (1995-1996) sur fond de mégalopole chinoise est un pastiche aussi du tableau de Delacroix. En transformant un contexte venu de l'étranger en un contexte qui serait propre à la Chine, l'œuvre acquiert une portée historique plus vaste, plus profonde. Comme Goya, Picasso et Manet ont aussi pris des thèmes étrangers, l'artiste donne un nouveau sens au sens original avec une meilleure compréhension des événements historiques. 
De ces chefs-d'œuvre de l'art, il peut enlever les personnages pour ne conserver que le décor. En omettant de les peindre, l'artiste crée un manque entraînant une réaction chez le visiteur et l'observateur est obligé de penser différemment. Ces références occidentales lui permet d'aborder la thématique révolutionnaire. Par exemple, Yue Minjun a réalisé un tableau reproduisant La Mort de Marat (2002), tableau du peintre français David. Mais « l’ami du peuple » a disparu. Cette suppression des portraits de révolutionnaires est une critique de l'art officiel qui fait disparaître, comme par magie, les personnages gênants de l’histoire politique chinoise. Ces tableaux rappellent sans reconnaître car dans un tableau on regarde plus les personnages que les décors. Il s'agit de mettre à l'épreuve le visiteur, d'interpeller ses connaissances et semer le trouble.
The Gutian Conference (2011), pastiche d'une oeuvre originale de He Kongde, est un tableau qui fait écho à la conférence du Gutian lors du neuvième congrès du Parti Communiste Chinois qui s'est déroulé en décembre 1929 dans une école du Gutian situé dans la province du Fujian. Mao Zedong avait alors relevé les lacunes dans la propagande menée par le Parti Communiste Chinois. Il déplorait lors de cette réunion l'absence d'attention portée notamment aux femmes, aux jeunes, aux pauvres dans les centres urbains et un pragmatisme insuffisant. Les solutions proposées par Mao Zedong l'attribution de la propagande à l'armée, la responsabilité des journaux muraux et des périodes de formation. Dans ce tableau, tous les personnages ont disparu comme si les acteurs politiques et militaires n'étaient que de simples figurants. Seuls les bancs, les tables, un drapeau du parti communiste chinois avec les portraits de Lénine et de Marx et un brasero fumant sont visibles. 
De manière générale, dans tous ces tableaux, il y a des manques : les femmes sont absentes, les accessoires sont rares, les portraits d'autres visages que le sien sont peu présents.

### Autres représentations
L'une des séries les plus populaires de Yue Minjun est celle dite du « chapeau ». Cette série, représente Yue portant une variété de chapeaux — une toque de chef, un béret des forces spéciales, le casque d'un policier britannique, le masque de Catwoman, et ainsi de suite. L'artiste nous dit que la série se rapporte au « sentiment de l'absurdité des idées qui gouvernent le protocole socio-politique entourant les chapeaux. » La série illustre bien la façon dont ce personnage est universellement adaptable, une sorte de logo qui peut être attaché à n'importe quel paramètre à ajouter de la valeur.
Dans Noah's Ark, six autoportraits de Yue sont assis dans un petit bateau à rames sur une mer bleue, accroupis ensemble, serrant les genoux en hurlant dans un rire silencieux. Dans Solar System, trois Yue identiques sont représentés « caquetant » au bas de la toile, chacun vêtu seulement de sous-vêtements, des plantes géantes tournoyant derrière eux dans l'espace.
Invité à participer à la biennale de Venise en 1999, Yue choisit de commencer la fabrication en bronze de versions sculpturales de sa signature d'auto-portraits, parodiant la célèbre armée de guerriers en terre cuite de la dynastie Qin. Alors que les sculptures sont connues pour l'individualité subtile de chacun des guerriers, la version moderne les représente strictement identiques, jetés dans le même moule. Cette participation l'a rendu célèbre et lui a ouvert les portes du marché international de l'art.
Dans Mao Xinglan (2007), le tableau représente un labyrinthe formé de multiples embranchements séparés les uns des autres par de minuscules murailles de couleur rouge orangée, ces entrelacs vus de haut dessinant des idéogrammes. Dans chacune de ces cellules, des scènes faisant appel à des personnages différents sont mis en scène. La métaphore du labyrinthe utilisée par l'artiste désigne bien la manière dont la propagande maoïste enferme en créant des impasses et des fausses pistes pour chaque citoyen chinois et l'absurdité de la condition humaine.
La mère de l'artiste est assise au centre du tableau, elle semble emprisonnée dans une cellule. Des couples ou des célibataires ivres de bonheur côtoient des personnes marquées par la tristesse ou la solitude, des scènes de meurtres avoisinant des mises en scène sportives ou de labeur. Au centre du tableau, un homme surveille toutes ces activités cloisonnées avec des jumelles. 
Anchoret in the Mountain (2008) (Reclus dans la montagne) en noir et blanc est une référence à la Longue Marche.
Dans I am Dragon 3 (2008), le dragon oriental, créature de la civilisation chinoise, emblème du représentant de l'empereur ou du pouvoir, devient un dinosaure occidental, symbole de la représentation scientifique, muséale et cinématographique. Ce dinosaure anthropomorphisé avec un large rictus, dépourvu d'écailles avec une chair rose écorchée vive, se tient le cou entre les mains comme s'il souhaitait enlever ce masque de douleur qui le fait tant souffrir. Ce tableau très angoissant renvoie à l'impact néfaste des valeurs de l'Occident qui remplace la propagande officielle en Chine en n'annonçant vraiment pas des jours meilleurs. 
Avec la série des Overlapping (2012), il réalise ainsi d'étonnants portraits où il frotte un tableau contre un autre. « D'habitude, les peintures sont passives, elles subissent l'action du peintre. Là je veux les rendre actives, qu'elles fassent quelque chose. » L'utilisation du flou photographique et du miroir déformant employé par l'artiste sont des procédés utilisés par Francis Bacon.

## Cote marchande
À partir de 2007, treize de ses peintures sont vendues plus d'un million de dollars. Sa peinture à l'huile de 1995 Execution fut en 2007 l'œuvre d'art la plus chère de l'histoire de l'art contemporain chinois, vendue pour 2 932 500 livres (3,7 millions d'euros) chez Sotheby's, à Londres. Depuis, ce record a été battu par Cai Guo-Qiang et Zeng Fanzhi.
Le record de vente a eu lieu une semaine plus tard avec la peinture The Massacre at Chios vendue à Hong Kong chez Sotheby's pour près de 4,1 millions d'euros. La toile emprunte son nom à une toile d'Eugène Delacroix, représentant l'évènement de 1822 dans l'histoire grecque. 

## Expositions

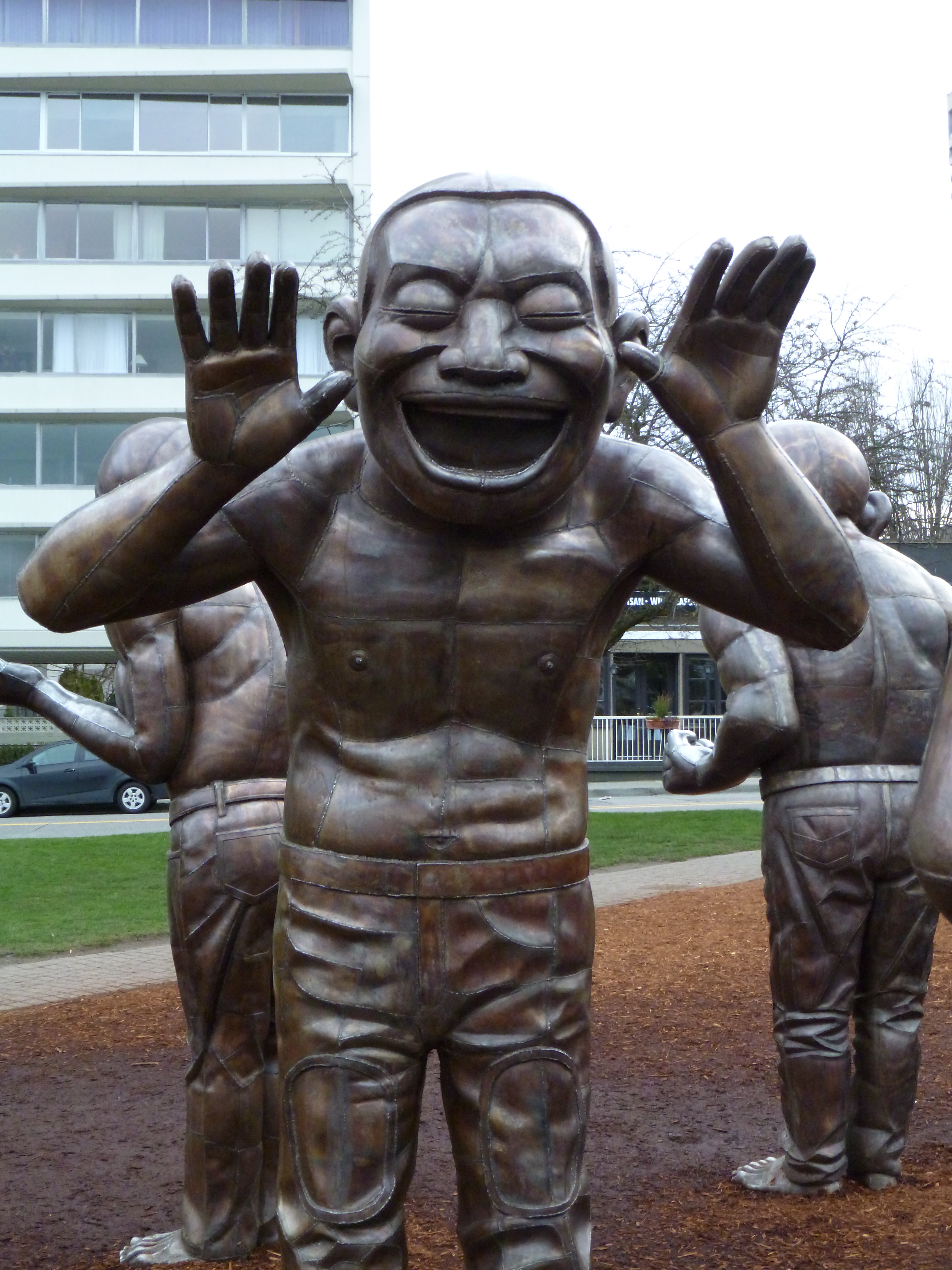
A-maze-ing Laughter à Vancouver

Depuis ses débuts, son travail a été présenté dans de nombreuses galeries à Singapour, à Hong Kong et à Beijing. Il expose aujourd'hui dans le monde entier dans nombre de manifestations et de lieux prestigieux, parmi lesquels la 5e biennale de Shanghai, « Mahjon », au musée d'art de Berne, et « Xianfeng ! », au musée Beelden aan Zee aux Pays-Bas.
- 2003-2004 : "The New Kunsthalle II: natural - physical - sensual", Kunsthalle Mannheim[5]
- 2003-2004 : Année de la Chine en France, participation à l'exposition « Chine, le corps partout ? », présentée au musée d'art contemporain de Marseille (mac) et qui réunit 39 artistes contemporains chinois (Zhang Xiaogang, Wang Guangyi, Fang Lijun, Yang Shaobin, etc.)[6].
- 2007-2008 : « Yue Minjun and the Symbolic Smile »[7], Queens Museum of Art, New York. L'exposition présente des sculptures polychromes en bronze, ainsi que des peintures et des dessins d'octobre 2007 à janvier 2008[8]
- 2012-2013 : « Yue Minjun, l'ombre du fou-rire »[9], Fondation Cartier pour l'art contemporain, Paris, du 14 novembre 2012 au 17 mars 2013